# Автошлях О 020607
Автошля́х О 020607 — автомобільний шлях довжиною 13.8 км, обласна дорога місцевого значення в Вінницькій області. Пролягає по Жмеринському та Шаргородському районах від села Станіславчик до станції Ярошенка.